# Rhizoprionodon oligolinx
El cazón picudo gris (Rhizoprionodon oligolinx) es un carcarriniforme de la familia Carcharhinidae, que habita en las aguas tropicales del Indo-Pacífico entre las latitudes 30° N y 18º S, desde la superficie hasta los 36 m de profundidad. Su longitud máxima es de 70 cm.